# Gran Premio del Canada 1978
Il Gran Premio del Canada 1978 è stata la sedicesima, e ultima, prova della stagione 1978 del Campionato mondiale di Formula 1. Si è corsa domenica 8 ottobre 1978 sul Circuito di Montréal. La gara è stata vinta dal canadese Gilles Villeneuve su Ferrari. Ha preceduto sul traguardo il sudafricano Jody Scheckter su Wolf-Ford Cosworth e l'argentino Carlos Reutemann, anch'egli su Ferrari.

## Vigilia

### Sviluppi futuri
Clay Regazzoni annunciò in questo fine settimana il suo passaggio alla Williams per la stagione 1979. Frank Williams affermò che la sua scelta era ricaduta su Regazzoni in luogo della sua esperienza; il costruttore inglese aveva infatti scartato Bruno Giacomelli perché ritenuto troppo giovane e inesperto. Anche Mario Andretti annunciò di avere rinnovato il suo contratto con la Lotus fino al 1981.

### Aspetti tecnici
Per il 1978 il Gran Premio venne spostato dalla tradizionale sede di Mosport Park al circuito di Montréal, sull'Isola di Nôtre Dame sul fiume San Lorenzo. La scelta ricadde su questo impianto, situato in una area creata per ospitare le gare di canottaggio alle olimpiadi del 1976 e costato circa due miliardi di dollari, dopo aver esaminato otto zone differenti di Montreal. La pista, che in origine doveva essere simile a un ovale, venne poi modificata aggiungendo delle chicane per abbassare la velocità media. Il disegno attirò le critiche di parecchi piloti, tra cui Clay Regazzoni, che la definì un tracciato adatto per i kart. Al suo contrario Gilles Villeneuve lodò il tracciato. Qualcuno propose di dedicare il tracciato al pilota canadese, che però rifiutò l'omaggio. Il tracciato gli sarà dedicato solo dopo il decesso, avvenuto nel 1982.
La Wolf affidò a Bobby Rahal la WR1.

### Aspetti sportivi
Il Gran Premio venne anticipato a domenica 8 ottobre, dalla precedente data di lunedì 9 ottobre, per ragioni televisive. Il 9 ottobre era stato scelto inizialmente in quanto in Canada era il Giorno del Ringraziamento.
Riccardo Patrese tornò in pista dopo la gara di squalifica comminatagli dai suoi colleghi, anche dopo aver mostrato alcune foto che lo scagionarono dall'essere il principale colpevole della morte di Ronnie Peterson a Monza. La commissione dei piloti aveva comunque rimproverato al padovano lo stile di guida troppo aggressivo da lui tenuto durante tutto il campionato. Non venne confermato Brett Lunger all'Ensign, mentre Nelson Piquet venne schierato sulla terza Brabham ufficiale.
Questo fu l'ultimo gran premio al quale partecipò la Surtees, che aveva esordito nel Gran Premio di Gran Bretagna 1970, con lo stesso John Surtees alla guida. In nove stagioni aveva ottenuto 2 podi, tre giri veloci e 53 punti. Il miglior risultato era stato il secondo posto di Mike Hailwood nel Gran Premio d'Italia 1972. Surtees aveva vinto l'International Gold Cup 1970 e 1971, gare non valide per il campionato.
Si decise di limitare a 22 il numero dei piloti ammessi, conto i 26 iniziali, per ragioni di sicurezza; essendoci ben 28 iscritti però sarebbero state necessarie le prequalifiche che però non vennero disputate, in quanto si decise di ammettere tutti gli iscritti alle qualifiche.

## Qualifiche

### Resoconto
Durante le prime prove, svoltesi sotto la pioggia, le Ferrari di Carlos Reutemann e Gilles Villeneuve fecero registrare i parziali migliori, sfruttando anche le gomme da pioggia messe a disposizione dalla Michelin, monopolizzando la prima fila. Terzo, e staccato a più di un secondo dal pilota argentino, finì Mario Andretti, seguito da Stuck. Molto indietro terminarono Niki Lauda e John Watson, con l'austriaco che evidenziò difficoltà nel guidare con pista bagnata, e si ritrovò al penultimo posto e virtualmente fuori dallo schieramento di partenza.
Nella sessione del sabato pomeriggio, con la pista che venne asciugata da un freddo vento, dopo che anche la sessione mattutina era stata condizionata dalla pioggia, la pole position venne conquistata dalla Lotus (che così affiancava, nel numero di pole totali, la Ferrari a quota 87) di Jean-Pierre Jarier, che precedette Jody Scheckter, Gilles Villeneuve e John Watson; Andretti, dominatore della stagione, non andò oltre il nono posto. Non si qualificarono, tra gli altri, Clay Regazzoni, Beppe Gabbiani (che pure era andato molto bene sulla pista bagnata, ottenendo nella prima giornata tempi molto buoni ) e Arturo Merzario. 
La griglia si decise negli ultimi minuti, a causa delle condizioni della pista, che miglioravano col tempo. Jarier conquistò la terza e ultima partenza al palo in carriera, dopo le due conquistate a inizio stagione 1975 con la Shadow. Fu la prima pole conquistata da una vettura col numero 55.

### Risultati
Nella sessione di qualifica si è avuta questa situazione:
| Pos | Nº | Pilota                | Costruttore              | Tempo    | Griglia |
| --- | -- | --------------------- | ------------------------ | -------- | ------- |
| 1   | 55 | Jean-Pierre Jarier    | Lotus-Ford Cosworth      | 1'38"015 | 1       |
| 2   | 20 | Jody Scheckter        | Wolf-Ford Cosworth       | 1'38"026 | 2       |
| 3   | 12 | Gilles Villeneuve     | Ferrari                  | 1'38"230 | 3       |
| 4   | 2  | John Watson           | Brabham-Alfa Romeo       | 1'38"417 | 4       |
| 5   | 27 | Alan Jones            | Williams-Ford Cosworth   | 1'38"861 | 5       |
| 6   | 14 | Emerson Fittipaldi    | Fittipaldi-Ford Cosworth | 1'38"930 | 6       |
| 7   | 1  | Niki Lauda            | Brabham-Alfa Romeo       | 1'39"020 | 7       |
| 8   | 16 | Hans-Joachim Stuck    | Shadow-Ford Cosworth     | 1'39"081 | 8       |
| 9   | 5  | Mario Andretti        | Lotus-Ford Cosworth      | 1'39"236 | 9       |
| 10  | 26 | Jacques Laffite       | Ligier-Matra             | 1'39"381 | 10      |
| 11  | 11 | Carlos Reutemann      | Ferrari                  | 1'39"455 | 11      |
| 12  | 35 | Riccardo Patrese      | Arrows-Ford Cosworth     | 1'39"491 | 12      |
| 13  | 4  | Patrick Depailler     | Tyrrell-Ford Cosworth    | 1'39"619 | 13      |
| 14  | 66 | Nelson Piquet         | Brabham-Alfa Romeo       | 1'39"624 | 14      |
| 15  | 22 | Derek Daly            | Ensign-Ford Cosworth     | 1'40"042 | 15      |
| 16  | 18 | René Arnoux           | Surtees-Ford Cosworth    | 1'40"515 | 16      |
| 17  | 8  | Patrick Tambay        | McLaren-Ford Cosworth    | 1'40"669 | 17      |
| 18  | 3  | Didier Pironi         | Tyrrell-Ford Cosworth    | 1'40"959 | 18      |
| 19  | 7  | James Hunt            | McLaren-Ford Cosworth    | 1'40"970 | 19      |
| 20  | 21 | Bobby Rahal           | Wolf-Ford Cosworth       | 1'40"983 | 20      |
| 21  | 10 | Keke Rosberg          | ATS-Ford Cosworth        | 1'41"611 | 21      |
| 22  | 15 | Jean-Pierre Jabouille | Renault                  | 1'41"689 | 22      |
| NQ  | 17 | Clay Regazzoni        | Shadow-Ford Cosworth     | 1'41"739 | NQ      |
| NQ  | 19 | Beppe Gabbiani        | Surtees-Ford Cosworth    | 1'41"799 | NQ      |
| NQ  | 37 | Arturo Merzario       | Merzario-Ford Cosworth   | 1'41"962 | NQ      |
| NQ  | 25 | Héctor Rebaque        | Lotus-Ford Cosworth      | 1'42"413 | NQ      |
| NQ  | 36 | Rolf Stommelen        | Arrows-Ford Cosworth     | 1'43"267 | NQ      |
| NQ  | 9  | Michael Bleekemolen   | ATS-Ford Cosworth        | 1'45"553 | NQ      |

## Gara

### Resoconto

Gilles Villeneuve, pilota della Ferrari e vincitore in Canada del suo primo Gran Premio in Formula 1.

La gara iniziò con cielo variabile e una temperatura prossima a 5 gradi (facendo di esso il GP con la temperatura più bassa di sempre, rilevato alla partenza). Al via Jean-Pierre Jarier partì bene, precedendo Jody Scheckter e Alan Jones. Nelle prime fasi Hans-Joachim Stuck sbagliò il tempo della frenata alla prima staccata: l'incidente eliminò, oltre il tedesco, anche Emerson Fittipaldi. Jones passò Scheckter al termine del primo giro. Dietro vi era il pilota di casa Villeneuve, poi John Watson, Mario Andretti e Patrick Depailler.
Al sesto giro Andretti tentò di passare Watson ma i due si toccarono: Watson fu costretto al ritiro per la rottura di una sospensione, mentre Andretti si girò e perse innumerevoli posizioni, retrocedendo al diciassettesimo posto. Nello stesso giro fu costretto al ritiro anche Niki Lauda (ottavo), per un guasto ai freni. Depailler e Reutemann entrarono in zona punti.
Alan Jones subì una foratura lenta che consentì il sorpasso a Scheckter e Villeneuve; Depailler si fermò poco dopo a sostituire le gomme. Al venticinquesimo giro Villeneuve superò Scheckter. Ora la classifica vedeva in testa Jarier, seguito da Gilles Villeneuve, Jody Scheckter, Alan Jones, Carlos Reutemann, Riccardo Patrese e Derek Daly. L'australiano della Williams fu poi costretto ai box, finendo nelle parti più arretrate della graduatoria.
Jean-Pierre Jarier conduceva con un buon margine, mentre nelle retrovie si faceva largo Depailler che, in pochi giri, passava dal tredicesimo al sesto posto.
La gara del transalpino della Lotus terminò a 20 giri dal termine, quando fu costretto al ritiro per una mancanza d'olio che mise fuori uso l'impianto frenante. Gilles Villeneuve conquistò così la vetta della gara, che non abbandonò più, pur con delle difficoltà nella tenuta di strada negli ultimi passaggi. Fu così la sua prima vittoria, la prima per un pilota canadese in Formula 1. Il pilota della Scuderia Ferrari precedette Jody Scheckter, Carlos Reutemann, Riccardo Patrese, Patrick Depailler e Derek Daly, per la prima volta a punti. Furono i primi punti iridati per un pilota irlandese.
Per la prima e unica volta nella storia della Formula 1, Gilles Villeneuve, in luogo del tradizionale champagne, stappò sul podio una bottiglia di birra Labatt (marca che era tra i suoi sponsor principali).

### Risultati
I risultati del gran premio furono i seguenti:
| Pos | Nº | Pilota                | Costruttore              | Giri | Tempo/Ritiro                | Pos. Griglia | Punti |
| --- | -- | --------------------- | ------------------------ | ---- | --------------------------- | ------------ | ----- |
| 1   | 12 | Gilles Villeneuve     | Ferrari                  | 70   | 1h57'49"196                 | 3            | 9     |
| 2   | 20 | Jody Scheckter        | Wolf-Ford Cosworth       | 70   | +13"372                     | 2            | 6     |
| 3   | 11 | Carlos Reutemann      | Ferrari                  | 70   | +19"408                     | 11           | 4     |
| 4   | 35 | Riccardo Patrese      | Arrows-Ford Cosworth     | 70   | +24"667                     | 12           | 3     |
| 5   | 4  | Patrick Depailler     | Tyrrell-Ford Cosworth    | 70   | +28"558                     | 13           | 2     |
| 6   | 22 | Derek Daly            | Ensign-Ford Cosworth     | 70   | +54"476                     | 15           | 1     |
| 7   | 3  | Didier Pironi         | Tyrrell-Ford Cosworth    | 70   | +1'21"250                   | 18           |       |
| 8   | 8  | Patrick Tambay        | McLaren-Ford Cosworth    | 70   | +1'26"560                   | 17           |       |
| 9   | 27 | Alan Jones            | Williams-Ford Cosworth   | 70   | +1'28"942                   | 5            |       |
| 10  | 5  | Mario Andretti        | Lotus-Ford Cosworth      | 69   | +1 giro                     | 9            |       |
| 11  | 66 | Nelson Piquet         | Brabham-Alfa Romeo       | 69   | +1 giro                     | 14           |       |
| 12  | 15 | Jean-Pierre Jabouille | Renault                  | 65   | +5 giri                     | 22           |       |
| NC  | 10 | Keke Rosberg          | ATS-Ford Cosworth        | 58   | +12 giri                    | 21           |       |
| Rit | 26 | Jacques Laffite       | Ligier-Matra             | 52   | Trasmissione                | 10           |       |
| Rit | 7  | James Hunt            | McLaren-Ford Cosworth    | 51   | Testacoda                   | 19           |       |
| Rit | 55 | Jean-Pierre Jarier    | Lotus-Ford Cosworth      | 49   | Perdita d'olio              | 1            |       |
| Rit | 31 | René Arnoux           | Surtees-Ford Cosworth    | 37   | Motore                      | 16           |       |
| Rit | 21 | Bobby Rahal           | Wolf-Ford Cosworth       | 16   | Alimentazione               | 20           |       |
| Rit | 2  | John Watson           | Brabham-Alfa Romeo       | 8    | Collisione con M.Andretti   | 4            |       |
| Rit | 1  | Niki Lauda            | Brabham-Alfa Romeo       | 5    | Freni                       | 7            |       |
| Rit | 16 | Hans-Joachim Stuck    | Shadow-Ford Cosworth     | 1    | Collisione con E.Fittipaldi | 8            |       |
| Rit | 14 | Emerson Fittipaldi    | Fittipaldi-Ford Cosworth | 0    | Collisione con H-J.Stuck    | 6            |       |
| NQ  | 17 | Clay Regazzoni        | Shadow-Ford Cosworth     |      |                             |              |       |
| NQ  | 19 | Beppe Gabbiani        | Surtees-Ford Cosworth    |      |                             |              |       |
| NQ  | 37 | Arturo Merzario       | Merzario-Ford Cosworth   |      |                             |              |       |
| NQ  | 25 | Héctor Rebaque        | Lotus-Ford Cosworth      |      |                             |              |       |
| NQ  | 36 | Rolf Stommelen        | Arrows-Ford Cosworth     |      |                             |              |       |
| NQ  | 9  | Michael Bleekemolen   | ATS-Ford Cosworth        |      |                             |              |       |

## Classifiche

### Piloti
| Pos. | Pilota                | Punti |
| ---- | --------------------- | ----- |
| 1    | Mario Andretti        | 64    |
| 2    | Ronnie Peterson       | 51    |
| 3    | Carlos Reutemann      | 48    |
| 4    | Niki Lauda            | 44    |
| 5    | Patrick Depailler     | 34    |
| 6    | John Watson           | 25    |
| 7    | Jody Scheckter        | 24    |
| 8    | Jacques Laffite       | 19    |
| 9    | Gilles Villeneuve     | 17    |
| 10   | Emerson Fittipaldi    | 17    |
| 11   | Alan Jones            | 11    |
| 12   | Riccardo Patrese      | 11    |
| 13   | James Hunt            | 8     |
| 14   | Patrick Tambay        | 8     |
| 15   | Didier Pironi         | 7     |
| 16   | Clay Regazzoni        | 4     |
| 17   | Jean-Pierre Jabouille | 3     |
| 18   | Hans-Joachim Stuck    | 2     |
| 19   | Derek Daly            | 1     |
| =    | Vittorio Brambilla    | 1     |
| =    | Héctor Rebaque        | 1     |

### Costruttori
| Pos. | Team                     | Punti |
| ---- | ------------------------ | ----- |
| 1    | Lotus-Ford Cosworth      | 86    |
| 2    | Ferrari                  | 58    |
| 3    | Brabham-Alfa Romeo       | 53    |
| 4    | Tyrrell -Ford Cosworth   | 38    |
| 5    | Wolf-Ford Cosworth       | 24    |
| 6    | Ligier-Matra             | 19    |
| 7    | Fittipaldi-Ford Cosworth | 17    |
| 8    | McLaren-Ford Cosworth    | 15    |
| 9    | Arrows-Ford Cosworth     | 11    |
| 10   | Williams-Ford Cosworth   | 11    |
| 11   | Shadow-Ford Cosworth     | 6     |
| 12   | Renault                  | 3     |
| 13   | Ensign-Ford Cosworth     | 1     |
| =    | Surtees-Ford Cosworth    | 1     |